# منتخب رومانيا لاتحاد الرغبي
منتخب رومانيا الوطني لاتحاد الرغبي (بالرومانية: Echipa națională de rugby a României)‏ هو ممثل رومانيا الرسمي في المنافسات الدولية في اتحاد الرغبي في فئة اتحاد رغبي للرجال ‏. تأسس في 1 يوليو 1919.

## وصلات خارجية
- الموقع الرسمي